# Dicranomyia pampangensis
Dicranomyia pampangensis är en tvåvingeart. Dicranomyia pampangensis ingår i släktet Dicranomyia och familjen småharkrankar.

## Underarter
Arten delas in i följande underarter:
- D. p. maquilingia
- D. p. pampangensis